# Ramaya
Ramaya est une chanson de l'artiste mozambicain Afric Simone en 1975, chantée en swahili

## Historique
Afric Simone vit à Londres avant de rencontrer à Paris le célèbre producteur de disques Eddie Barclay qui est convaincu du potentiel commercial de la musique africaine après les succès de Bob Azzam. Barclay soutient la production de « Ramaya », qui connaît un grand succès en Europe. Le texte d'Afric Simone est celui d'une chanson d'amour dédiée à une belle fille africaine nommée Ramaya. La musique est composée par Stan Regal,,.

## Reprises
En 1987, La chanson est reprise par les Bérurier Noir.